# Sarah Esser
Sarah Esser (* 16. Mai 1977 in Münster) ist eine deutsche Bildhauerin und Zeichnerin.

## Leben
Begeistert durch eine Frankreichreise zog Sarah Esser 1996 nach Paris. Nach einem Sprachstudium begann sie 1997 ein Studium an der Sorbonne im Fachbereich Kunstgeschichte und Archäologie. Dort wurde sie in die Klasse des Bildhauers Charles Auffret an der Ecole Nationale Supérieure des Arts Décoratifs aufgenommen. 1998 wurde sie in die Bildhauerklasse von Arlette Giniouxs aufgenommen und arbeitete in der Malereiklasse von Pascal Virnadel.
1999 wechselte Sarah Esser an die Kunsthochschule Berlin-Weißensee, wo sie bei Berndt Wilde studierte. Weitergehende Studienreisen führten sie in dieser Zeit nach Florenz, an die Universitá per Stranieri di Perugia und nach Bologna. 2004 schloss sie erfolgreich ihr Studium ab. Ein Jahr später wurde Sarah Esser Meisterschülerin bei Berndt Wilde an der Kunsthochschule Berlin-Weißensee, Fachbereich Bildhauerei. 2009 bis 2011 hatte sie an dieser Hochschule einen Lehrauftrag inne.
Sarah Esser lebt und arbeitet in Berlin und Paris.

## Werke (Auswahl)
- 2006 Kalksandsteinplastik Hachnissini, Palianis, Griechenland
- 2007 Secret, Terrakotta
- 2010 Schlagwerker/Percussionist, Acrylharz

## Einzel- und Gruppenausstellungen (Auswahl)
- 2003 Accademia di Belle Arti Bologna: Cosa mostra
- 2003 Chapelle de la Sorbonne, Paris: Sculptures
- 2005 Galerie am Gendarmenmarkt, Berlin
- 2005 Kunsthochschule Berlin-Weißensee: Messe der Meister von Morgen, Meisterschülerausstellung
- 2006 Hachnissini, Palianis/Griechenland
- 2007 cadèmie des Beaux-Arts, Institut de France, Paris: Le vent de la penseè traverse nous corps
- 2008 Galerie am Gendarmenmarkt, Berlin: Zeichnung. Relief. Plastik.
- 2009 Galerie Kontrapost, Leipzig: Skulptur und Zeichnung
- 2012 Galerie Stadtgut Berlin: shapes into different kinds
- 2013 Stilwerk Berlin: Sculpture

## Auszeichnungen und Stipendien
- 2003 Paul-Louis-Weiller-Preis für Skulptur und Zeichnung der Académie des Beaux-Arts, Institut de France, Paris[4]
- 2006 Gustav-Weidanz-Preis für Plastik der Burg Giebichenstein Kunsthochschule Halle[5]
- 2008 George-Coulon-Preis der Académie des Beaux-Arts, Institut de France, Paris
- 2012 Stipendium der Fondation Dufraine, Frankreich